# チャーリー・ファーブッシュ
チャールズ・ロデリック・ファーブッシュ（Charles Roderick Furbush、1986年4月11日 - ）は、アメリカ合衆国・メイン州ポートランド出身の元プロ野球選手（投手）。左投左打。

## 経歴

### プロ入りとタイガース時代
2007年のMLBドラフト4巡目（全体151位）でデトロイト・タイガースから指名され、6月21日に契約。契約後、傘下のルーキー級ガルフ・コースト・タイガースでプロデビュー。A級ウェストミシガン・ホワイトキャップスでもプレーし、2球団合計で12試合に登板して防御率2.34を記録している。
2008年はトミー・ジョン手術のため全休した。
2009年に復帰した。
2010年はA+級レイクランド・フライングタイガースでスタートし、最終的にAAA級トレド・マッドヘンズまで昇格。合計159イニングを投げ、マイナー全体で2番目に多い183奪三振を記録した。
2011年5月23日のタンパベイ・レイズ戦でメジャーデビュー。

### マリナーズ時代
2011年7月30日にダグ・フィスター、デビッド・ポーリーとのトレードで、キャスパー・ウェルズ、チャンス・ラフィンと共にシアトル・マリナーズへ移籍した。マリナーズ移籍後は先発ローテーションの一角として起用された。
2012年はリリーフに転向し、48試合に登板して防御率2.72・前年を上回る5勝 (2敗) を記録した。投球イニングを超える三振を奪い、奪三振率は10.0を超えた。また、ツーシームを効果的に投じるようになった事で、左打者のみならず右打者に対しても強さを見せ、飛躍に繋がった。
2013年は出場機会が大幅に増え、71試合でマウンドに登った。前年ほどの好調はならず、防御率3.74・2勝6敗という成績に終わったが、スライダーを投じるようになった事で、更に三振が奪えるようになり、奪三振率で自己記録を更新した。
2014年は、選手会長に就いた。ピッチングでは67試合に投げ、通算200試合登板を達成。1勝5敗と大きく負け越したものの、防御率を改善して3.61とし、奪三振率も3年連続で10.0以上を記録するなど、安定感のある投球を見せた。また、制球力が格段に向上し、与四球率1.9は自己記録だった。
2015年は33試合の登板に留まったが、防御率で自己ベストとなる2.08を叩き出した。他方、奪三振率は4シーズンぶりに10.0未満に終わった。
2016年はメジャーでの登板は無く、傘下のA-級エバレット・アクアソックスとAAA級タコマ・レイニアーズでプレーし、2球団合計で8試合（先発2試合）に登板して1勝1敗・防御率5.68・5奪三振の成績を残した。シーズン終了後の11月2日に40人枠を外れた後、4日にFAとなった。
2016年8月と2017年に部分断裂した左肩回旋筋腱板の回復手術を受け、その後約2年間にわたりリハビリをおこなったが、回復することはなく、2019年3月に引退を発表した。

## 投球スタイル
球種は平均90.7mph（約146km/h）の速球（フォーシームとツーシームの二種類）と、カーブ、スライダー、チェンジアップ。左打者に対してはカーブを、右打者に対してはチェンジアップを得意にしている。

## 詳細情報

### 年度別投手成績
| 年 度     | 球 団     | 登 板 | 先 発 | 完 投 | 完 封 | 無 四 球 | 勝 利 | 敗 戦 | セ 丨 ブ | ホ 丨 ル ド | 勝 率 | 打 者 | 投 球 回 | 被 安 打 | 被 本 塁 打 | 与 四 球 | 敬 遠 | 与 死 球 | 奪 三 振 | 暴 投 | ボ 丨 ク | 失 点 | 自 責 点 | 防 御 率 | W H I P |
| --------- | --------- | ----- | ----- | ----- | ----- | -------- | ----- | ----- | -------- | ----------- | ----- | ----- | -------- | -------- | ----------- | -------- | ----- | -------- | -------- | ----- | -------- | ----- | -------- | -------- | ------- |
| 2011      | DET       | 17    | 2     | 0     | 0     | 0        | 1     | 3     | 0        | 2           | .250  | 139   | 32.1     | 36       | 5           | 14       | 1     | 3        | 26       | 0     | 1        | 18    | 13       | 3.62     | 1.55    |
| 2011      | SEA       | 11    | 10    | 0     | 0     | 0        | 3     | 7     | 0        | 0           | .300  | 233   | 53.0     | 61       | 11          | 16       | 1     | 3        | 41       | 2     | 0        | 41    | 39       | 6.62     | 1.45    |
| '11計     | SEA       | 28    | 12    | 0     | 0     | 0        | 4     | 10    | 0        | 2           | .286  | 372   | 85.1     | 97       | 16          | 30       | 2     | 6        | 67       | 2     | 1        | 59    | 52       | 5.48     | 1.49    |
| 2012      | SEA       | 48    | 0     | 0     | 0     | 0        | 5     | 2     | 0        | 6           | .714  | 182   | 46.1     | 28       | 3           | 16       | 4     | 2        | 53       | 5     | 0        | 15    | 14       | 2.72     | 0.95    |
| 2013      | SEA       | 71    | 0     | 0     | 0     | 0        | 2     | 6     | 0        | 20          | .250  | 280   | 65.0     | 48       | 5           | 29       | 2     | 3        | 80       | 3     | 0        | 33    | 27       | 3.74     | 1.18    |
| 2014      | SEA       | 67    | 0     | 0     | 0     | 0        | 1     | 5     | 1        | 20          | .167  | 177   | 42.1     | 40       | 4           | 9        | 0     | 3        | 51       | 2     | 0        | 17    | 17       | 3.61     | 1.16    |
| 2015      | SEA       | 33    | 0     | 0     | 0     | 0        | 1     | 1     | 0        | 13          | .500  | 82    | 21.2     | 9        | 2           | 5        | 2     | 2        | 17       | 5     | 0        | 6     | 5        | 2.08     | 0.65    |
| 通算：5年 | 通算：5年 | 247   | 12    | 0     | 0     | 0        | 13    | 24    | 1        | 61          | .351  | 1093  | 260.2    | 222      | 30          | 89       | 10    | 16       | 268      | 17    | 1        | 130   | 115      | 3.97     | 1.19    |

### 背番号
- 49（2011年 - 同年途中）
- 41（2011年途中 - 2015年）